# Lindaberg

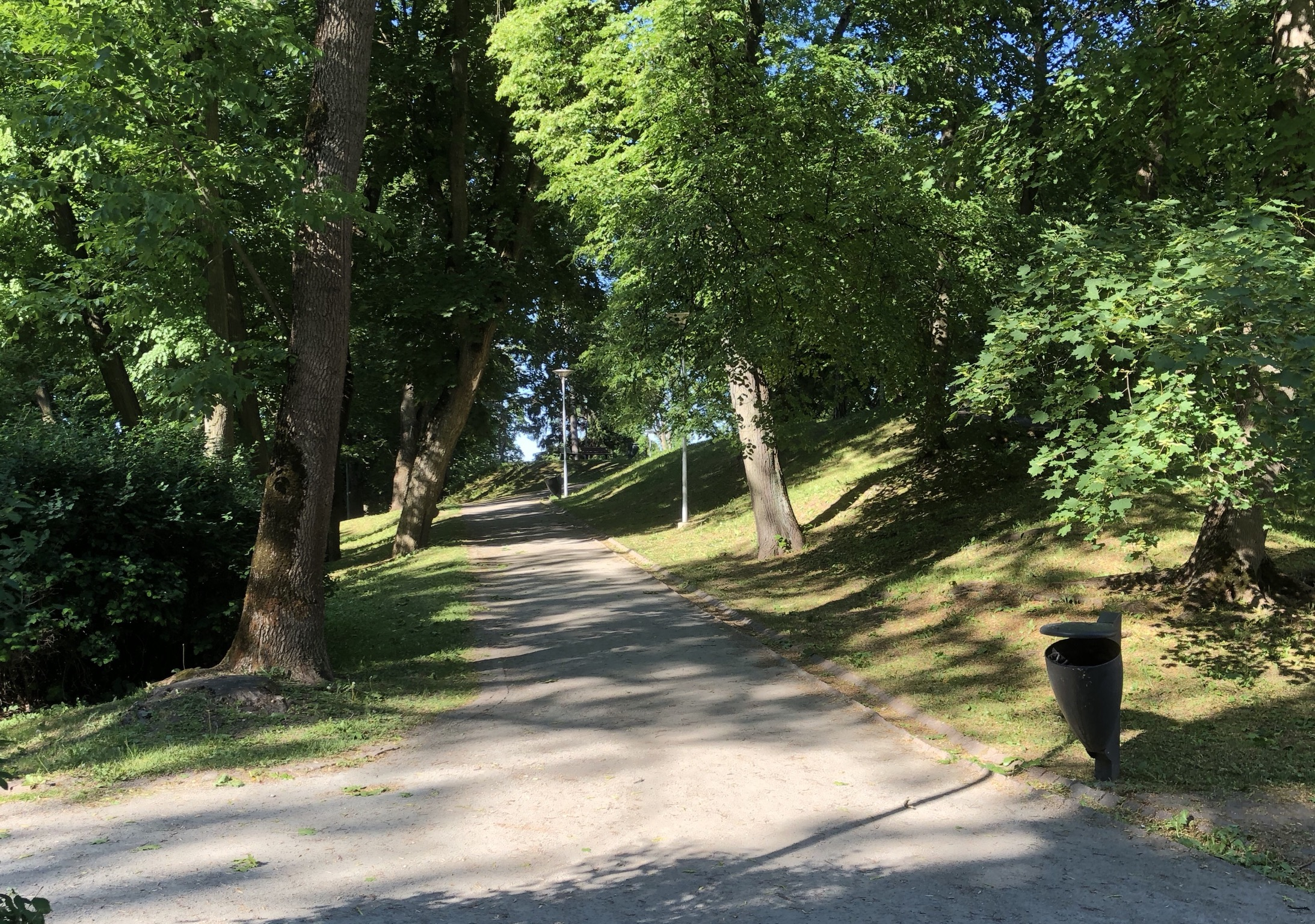
Weg am Eingang zum Lindaberg

Der Lindaberg (estnisch Lindamägi) ist ein als Park gestalteter Hügel in der estnischen Hauptstadt Tallinn (deutsch Reval).
Er befindet sich an der Südflanke des Revaler Dombergs südlich des Falckenstegs (estnisch: Falgi tee) in der Revaler Altstadt.
An der Stelle des Parks befand sich eine schwedische Bastion der Revaler Stadtbefestigung. Nachdem sie ihre militärische Bedeutung verloren hatte, wurde sie im Jahr 1862 in eine Parkanlage umgewandelt. Im Jahr 1920 wurde im Park die von August Weizenberg geschaffene Skulptur Linda aufgestellt, auf die der Name des Parks zurückgeht. 1959 wurde der Park unter Naturschutz gestellt. Eine Besonderheit des Parks sind sieben seit etwa Anfang des 19. Jahrhunderts stehende Linden, die in einem Kreis angeordnet sind. Im Park wachsen 26 verschiedene Baumarten (Stand 2007).
Der Park ist traditioneller Gedenkort für die Opfer der sowjetischen Herrschaft. Schon in der Zeit der Sowjetunion galt das Denkmal der trauernden Linda als inoffizielles Denkmal für stalinistische Deportationen und sogenannte Säuberungen.